# シキガミ
『シキガミ』は、2011年7月29日にあかべぇそふとつぅTRYから発売された18禁のパソコンゲーム（アダルトゲーム）ソフトである。

## システム
本作はテキスト形式アドベンチャーゲームを展開するADVモードと、2人1組の小隊を編成して敵を圧倒するシミュレーションモードに分かれている。シミュレーションモードにおいて、プレイヤーは購入したアイテムを触媒として式神を召喚して自軍ユニットに組み込むことが可能である。いずれのキャラクターも陰か陽の属性を持っており、その土地の属性と同じ属性を持つキャラクターはプラスの効果が得られる一方、その土地と異なる属性を持つキャラクターにはマイナスの効果がかかる。

## ストーリー
時は平安時代。陰陽師を養成する学園の生徒である主人公の芦屋道満は、陰陽師の力の象徴である式神（式機甲）の召喚が出来ないことから落ちこぼれ扱いされ、周囲から軽んじられていた。そんな彼を「それはあなたの個性でしょう？ あなたはあなた。あなたには、みんなとは違うものがあるはずですから」と、現在の京の都の最大の権力者にして才女である藤原道長が認めてくれた。道長に強く惹かれた道満は必死の努力で這い上がり、彼女を生涯守り抜くことを決意する。
しかしその矢先、天才陰陽師と謳われる安倍晴明が彼の前に立ちはだかる。
「お前には生きている価値すらない。わたしにとってだけではなく、世界にとって、道長さまにとって、時代にとって、お前は邪魔なだけの存在よ」と冷酷に言い放った晴明は文字通り、道満から全てを奪って行った。女にしか興味がない晴明にとって道長に気に入られている道満は目障りだった。
落ちこぼれなだけではなく希代のうっかり者でもある道満はうっかり晴明に挑みかかるが、所詮天才相手に落ちこぼれでは全く歯が立たず、あっさり敗退。その上道長の暗殺を企んだという濡れ衣まで着せられ、平安京を追放される。激怒した道満は晴明との全面対決を決意。こました道長の従妹の藤原顕光と共に晴明に対抗できる戦力を集めることを決意。
「晴明め、許さんぞ！ 絶対に…犯してやるっ！」と決意を新たにする彼こそ、敵うものなき軍勢を相手に悪知恵と口車で立ち向かうことになる陰陽師史上最弱の男である。

## 登場人物
大半が、実在したあるいは実在したとされる人物（人間および元人間）・妖怪（妖怪）に由来した名前となっている。由来元の詳細は各項目先を参照。各キャラクターの設定に関しては公式サイトのキャラクター紹介ページを参照のこと。

### 大江山軍
芦屋道満（あしやのどうまん）
声：なし（戦闘中のみボイスあり）
主人公。落ちこぼれ陰陽師。イケメンで好色家。陰陽師の力の象徴である式機甲召喚が出来ないため学園では落ちこぼれとされている。
自信家だが策士策に溺れるを地で行く性格で、穴だらけの作戦に実行許可を出した挙句、失敗すると焦ったり怒ったりするうっかり者。公式サイトではうっかりの叩き売りが出来るレベルと評されている。しかし基本的に切り替えが早く、機動力を生かせる人物であるためうっかり生き残ってきた。
晴明に全てを奪われて蹴落とされたことで全面対決を決意し、あわよくば犯してやろうと企む。行動理念が下半身（つまり性欲）にあることが多く、女性相手には見境なく相手の意思もおかまいなしで手を出すが、道長だけは例外で、本人の同意無しには絶対手を出さないと固く決めている。
播磨満子（はりまみつるこ）
声：一色ヒカル
道満の女装時の名前。播磨は出身地、満子は道満の満に子を付けた名前である。五月姫の協力を得て手にした特殊な呪術を用いた女装であり、声色はもちろん胸の感触も含め本物そっくりに作られている。道満本人も仕方なくと言いながらも女装を楽しんでいるが、中身はあくまで男性でクールな見た目とサバサバした性格から、生徒からお姉さまと呼ばれて慕われている。
藤原顕光（ふじわらのあきみつ）
声：小倉結衣
道長の従妹。道満曰く武力は高いが知力は低い奴。胸も頭もたまに日本語も残念なレベルかつ不自由。道満を慰めるはずが逆に押し倒され、さらに調教されたことで、道満のことはマスターとしか呼ばなくなった。
感覚と才能で生きているため努力は格好悪いと嫌っているが、正義と友情は格好いいので好き。その反面女の子らしく可愛いものも好きなため、自室はファンシー一色で染まっている。
現在は完全に道満の愛人扱いで、敬語を強要されたりほぼ下僕扱いされたりしているが、一途にどんな状況でもマスターラヴ。
大江朱・（おおえしゅてん）
声：かわしまりの
大江山一帯の妖怪たちを統べる鬼の女頭領。通常は1、2本のところを5本の角持ちであり、スペックはかなり高い。周囲の妖怪たちから王と崇められる実力者のため、晴明も下手に手出し出来ない。
性格は明るく享楽的で姉御肌。色黒の豊満なスタイルの女性。大の酒好きで食事好き。関西弁（らしき方言）で話す。公式サイトによれば角を優しく撫でられると感じてしまうらしい。平安京最強の剣士と名高い源頼光とはライバル関係にある。
イバラキ
声：いちごみるく
朱・の右腕で名前の由来は茨木童子。戦闘中に名乗っている。サングラスをかけた強面の男性の鬼。以前最強の角持ちと噂されていた朱・に敗れて以来、その強さと心意気に惚れ込んで常は傍に控えている忠臣。寡黙で漢気を持って忠義を尽くす性格を妖怪たちに信頼されている。
見た目に寄らず多才で釣りや料理、裁縫から散髪と多くの趣味を持つが、その全てはお嬢と慕う朱・のためにある。

### 陰陽師軍
安倍晴明（あべのせいめい）
声：海原エレナ
天才と謳われる陰陽師。できる女でクールビューティ。女性にしか興味がないいわゆるレズで、道長に興味を持たれている道満を疎ましく思っており、彼を追放した。普段は猫を被っているため人当たりの良さから周囲に慕われているが、実際は腹黒で口も悪く、しばしばあくどい笑みを浮かべる。なお、頼光には本能で本性を見抜かれている模様。基本的に完璧だが貧乳なため、密かにパッドを常用している。道満追放後、学園を女学園にしてしまった。
賀茂光栄（かものみつよし）
声：神村ひな
道満の同級生。晴明の師である保憲の娘。陰陽師としての実力はかなりなものだが、同期である晴明と比べられることが多く、本人も実力差をかなり気にしている。
学園では明るく面倒見のいい委員長キャラで、学科を隔てず友人も多いがおっちょこちょいな一面があり、勘違いして暴走することがままある。照れ隠しから現れるツンデレ要素や頭が良いのに、単純な性格などからよくいじられキャラになる。道満とは付き合いが長く、当時から周囲の道満を軽んじる態度に心底嫌悪感を抱いていた。潜入後も奇妙な縁から友人になる。捕獲すれば仲間になる。
式機甲（しきフレーム）
陰陽師が使う乗り物。この時代の凡用人型兵器。いわゆる式神の一種。陰陽道の力を用いて召喚し、装着することで圧倒的な力を手に出来る。公式サイトの記述によれば、全長は約4.5mだが陰陽師によって個人差がある。一部の有力者は自らのパーソナルカラー（イメージカラー）で染められたものを召喚出来る。
足に似たパーツはあるが基本的には空中をいわゆるホバリング状態で移動。乗員の乗り降りは自由で、前側の装甲が開くことで出入りする構造になっている。基本的には陰陽師が使用する武器だが、中には自立思考型のものも存在するとされている。

### 朝廷軍
藤原道長（ふじわらのみちなが）
声：まきいづみ
現摂政にして太政大臣。実質的には平安京の最大権力者。顕光の従姉であり、道満が彼女の気持ちがない限り彼女に対し手を出さないと唯一決めている相手。
柔らかい印象の才女。裏表のない性格で言うべきことはっきり言うタイプ。責任感が強い。対外的には気を張っているのかなるべく凛々しくしようと努めているが、油断すると地が出てしまう。蹴鞠の試合で出される菱餅が好物で良く観覧に出向くが、蹴鞠自体にはあまり興味がない様子。権力闘争の中で常に誰かに守られ、用意された道を歩いて来たため、自分の実力で戦える力を内心羨んでいる。なお、才女ではあるものの陰陽道の才能には恵まれておらず、一度陰陽師を志したものの断念している。顕光は従妹で、仲良くしたいと思いつつもあまり上手くいっていないらしい。
ルートによっては体を乗っ取られ敵となったり仲間になったりする。
源頼光（みなもとのよりみつ）
声：芹園みや
公式サイトによれば「ボクっ娘」もののふ。晴明も一目置く武術の達人ではあるが、朱・に負けて以降彼女を目標に頑張っている。女性だが家督を継ぐために男の子として育てられたために男らしい性格だが、内心は女の子らしくどうすれば可愛くなれるか悩んでいる。進め方によっては仲間にすることができる。
安倍晴明の本性をほぼ無意識で見抜いている。
紀長谷雄（きのはせお）
声：小池竹蔵
朝廷軍特殊治安管理官。検非違使と紛らわしい役職だが、公式サイトでの記述によるとあくまで別物らしい。実際の仕事は裏稼業の取り締まり。いわゆるギャンブラーで、特にチンチロリンを好む昼行燈（日和見主義者）。かなりの強運の持ち主で、サイコロで鬼から女を盗った。飄々としているが腹黒で、他人を自分の思い通りに誘導するのが得意。イベントを進めると仲間になる（ただし、ある程度双子関連のイベントも進めなければならない）。

### 志能備軍
千方（ちかた）
京の東の山脈に住む山岳民族の頭領。何らかの理由で京の都に強い恨みを持っている模様。常に姿を隠しており、その素顔を知るものはごく一部しかいない。謎の多い人物とされている。戦って勝てば仲間になる（ただし、仲間になった際の名前は千方ではない）。
東漢直駒（やまとのあやのあたいごま）
声：このかなみ
志能備の一人で千万の懐刀にして右腕。公式サイトによると暗殺術と直接的な戦闘を得意としている。亡霊であると思われ、朝廷に対して何らかの恨みを募らせており、スパイ活動の一環として朝廷を嗅ぎ回っている模様。捕獲して千方に勝てば仲間になる。

### 絡操軍
滝夜叉姫（たきやしゃひめ）
公式サイトによると自称天才の「謎の」妖術使い。本人は大真面目にドミノマスクで正体を隠しているつもりだが、マスク以外の外見と行動パターンと武器が普段と同じなので実は正体はバレている。通りすがりの正義の味方を名乗るわりには妖術というらしからぬ術を使う上、なぜかやることなすこと全て悪役の方向に向いてしまう。好物は焼きそばパンだが紅しょうが入りは嫌いらしい。戦って勝てば仲間になる（ただし、仲間になった際の名前は滝夜叉姫ではない）。
平将門と戦わせても特殊な会話は無い。

### 首塚亡霊軍
平将門（たいらのまさかど）
声：桃井いちご
公式サイトによるとかつて最強を誇った元朝廷の女剣士だが、いわゆる平将門の乱で不本意ながら朝敵とされてしまい、首を撥ねられて討ち死にした。その際に強烈なタタリを残したが、朝廷側がそれを逃れる術を編み出したためタタリが行き場を失い、本人が亡霊（怨霊）として蘇ってしまったもの。
左に自分の生首を抱えたままのため、力は生前より半減しているものの、現在でも現朝廷最強の剣士である源頼光に匹敵する腕を持つと言われる。現在は己の首塚に集った亡霊たちの頂点に立っている。なお、この姿でも食事はするが飲み込んだ食べ物の行方は不明。
捕獲後手動で仲間にする。
菅原道真（すがわらみちざね）
声：鈴田美夜子
亡霊軍のブレイン（参謀）。朝廷によって謀反の疑いで左遷され、失意の内に没したが、恨みが募って亡霊として蘇った。同じく亡霊たちが集まる将門の首塚に、なぜか将門本人より先に取り憑いていた。その際に亡霊仲間である入鹿と意気投合した結果、長きに渡って付き添っている。
頭が良く参謀としてもそれなりに優秀だが異常に照れ屋でツンデレ。参謀のため戦は得意ではないが、戦闘時は手足のように動く「飛び梅」（飛梅）を使用する。よくセリフを噛む。一度勝ってイベントを起こしたのち、将門を捕獲もしくは倒すと仲間になる。
蘇我入鹿（そがのいるか）
声：茶谷やすら
亡霊軍の影の立役者。いわゆる乙巳の変で中臣鎌足や中大兄皇子にクーデターを起こされ暗殺されたが、亡霊としてこの世に舞い戻った際に吸い寄せられるように首塚に棲みついた。
伝承とは異なり争いを好まない平和主義者だが、朝廷と戦う仲間を助けたい一心で戦闘に参加している。非常に人見知りで恥ずかしがり屋。会話はたどたどしいが、せっかちな性分の道真とは不思議と馬があっている。将門のことは信頼しており、尊敬もしている。
捕獲後仲間になる。

### 未所属
あまちゅ
声：榎木ゆう子
やたら小さい不思議少女。2本の角を持っている角持ち。現在は冥土カフェ「極楽」の用心棒を生業としており、「先生」と呼ばれている。公式サイトによると、本来の角の数は6本だが、とある事情により自らの手で4本折った。小さい体に似合わない怪力の持ち主で、角を折ったことで力は半減しており、現在はパンチで人体を砕くほどだが、かつては指先のデコピンだけで可能だったらしい。背の小ささがコンプレックスで、バカにされると激怒して自動販売機を相手によく投げつけるため、彼女が投げた自動販売機が朱雀大路の空を舞う光景は、もはや平安京の風物詩と化しているらしい。双子のイベントを進めると仲間になる。種族は天邪鬼。
五月姫（さつきひめ）
声：鯉沢登子
装備品の販売や式神の作成を行ってもらえる。
大伴六（おおとものむい）
声：篠原ゆみ
噂を教えてもらえる。
がしゃ子
声：民安ともえ
最初は敵だが、捕獲すれば仲間として使えるようになる。種族はがしゃどくろ。バラバラの状態で放置すると目から筍が生える。満月の夜のみ生前の姿となる。
鈴彦姫（すずひこひめ）
声：金田まひる
基本的に無所属だが、特定の場所でイベントを起こせば仲間になる。
宇治の橋姫（うじのはしひめ）
声：平野響子
イベントを進めると仲間になる。
火車（かしゃ）
声：有栖川みや美
基本的に無所属だが、特定の場所でイベントを起こせば仲間になる。
智徳法師（ちとくほうし）
声：黒岩心々
道満をつけ狙う謎の陰陽師。捕獲すれば仲間になる。
善童・妙童（ぜんどう・みょうどう）
声：伊藤硝子・相葉茉美
イベントを進めると仲間になる。
モレ
声：鈴峰りお
捕獲後にアテルイと戦って勝てば仲間になる。
アテルイ
声：山本兼平
モレの夫。
葛の葉（くずのは）
声：楠鈴音
とあるキャラクターの母親。
鬼一法眼（きいちほうげん）
声：七ヶ瀬輪
基本的に無所属だが、特定の場所でイベントを起こせば仲間になる。仲間になるイベントを起こせば、道満が必殺技を覚える。

## スタッフ
- 原画 - もりたん
- シナリオ - 黒曜石
- サブ原画 - 皆村春樹
- 式機甲デザイン・原画 - ドス
- SDCG -れとまクロ
- BGM - tiko-μ

## 主題歌
オープニングテーマ「影を光に光を影に」
作詞 - wight / 作曲・編曲 - mo2 / ボーカル - 真理絵
エンディングテーマ「Daylight,Moonlight」
作詞 - wight / 作曲・編曲 - mo2 / ボーカル - Barbarian On The Groove feat.璃杏